# Emil Nikel
Emil Nikel (* 12. September 1851 in Sohrau (Schlesien); † 17. Mai 1921 in Breslau) war ein deutscher römisch-katholischer Theologe und Komponist.

## Leben und Werk
Emil Nikel wurde 1877 in Prag zum Priester geweiht. Er besuchte als Stiftsvikar ad S. Joannem die Kirchenmusikschule Regensburg. 1879 wurde er Präfekt am Seminar in Bamberg, dann Domvikar in Breslau und Oberkaplan in Zabrze. Von 1888 bis 1893 wirkte Emil Nikel als Divisionspfarrer und Gymnasialreligionslehrer in Thorn. Von 1893 bis 1901 wirkte er als Pfarrer und Schulinspektor in Marienau, Schlesien, danach als Vizedechant, Oberzeremoniar und Lehrer am Priesterseminar in Breslau und als Präses der mittelschlesischen Cäcilienvereine.
Emil Nikel betätigte sich kompositorisch vor allen Dingen im Bereich der Kirchenmusik. Er schrieb eine Geschichte des gregorianischen Chorals (Breslau 1908).

## Werke von Emil Nikel (Auswahl)
- Messen op. 1 (1877)
- Litaniae lauretanae op. 2 (1879)
- Requiem mit Libera (1879)
- Te Deum (1879)
- Fünf Vesperpsalmen (1880)
- Lauda Sion (1883)
- Litaniae lauretanae op. 49 (1900)
- Litanei vom heiligen Namen Jesu (1900)
- Dreißig Kirchengesänge (1900)